# Ekonomifakta
Ekonomifakta (tidigare Näringslivets ekonomifakta) sammanställer och presenterar statistik och fakta om Sveriges ekonomi men också internationella jämförelser. Ekonomifakta ägs av arbetsgivarorganisationen Svenskt Näringsliv. På webbplatsen presenteras fakta och statistik inom områdena ekonomi, arbetsmarknaden, skatter, företagande, utbildning, forskning, miljö, energi och annat av betydelse för samhällsekonomin. Ekonomifaktas källmaterial är offentlig svensk och internationell statistik. Ekonomifakta använder främst OECD, Eurostat och Statistiska centralbyrån (SCB) som källor. 

## Kritik
I en debattartikel från 2010 kritiserades Ekonomifakta av Grön Ungdom för att presentera politiskt vinklad information, något som Ekonomifakta bestred i ett genmäle.
Inför valet 2018 kritiserades Svenskt Näringsliv för sitt användande av Facebooksidor, däribland Ekonomifakta. Svenskt Näringsliv svarade på kritiken genom att uttrycka att det finns anledning för många aktörer att rannsaka sig själva för vad man gör i sociala medier.
Handelshögskolan vid Göteborgs universitet har uppmanat studenterna att i sina uppsatser vara källkritiska och istället för att använda Ekonomifakta gå till den trovärdiga originalkällan som SCB, OECD och Eurostat.